# Inter Fútbol Sala
Inter Fútbol Sala, conocido por razones de patrocinio como Movistar Inter, es un club español de fútbol sala con sede principal en Torrejón de Ardoz y con sede secundaria, para su equipo filial y Academia, en Alcalá de Henares (ambos, municipios de Madrid). El equipo compite en la primera división de la Liga Nacional de Fútbol Sala.
El club fue fundado en 1977 por el periodista deportivo José María García, quien lo creó con el objetivo de jugar partidos benéficos y de exhibición. Sin embargo, en la década de 1980 se convirtió en un club profesional, como Interviú Fútbol Sala. En 1989 fue uno de los miembros fundadores de la LNFS. Inter FS ha ganado catorce campeonatos de la LNFS, siendo el club que más veces lo ha logrado y el único que lo ha ganado cinco temporadas consecutivas. Asimismo, es uno de los clubes más laureados del fútbol sala mundial, siendo el equipo que más veces se ha proclamado campeón de Europa. Por logros como los mencionados, ha sido elegido cinco veces (2004, 2015, 2016, 2017 y 2018) como Mejor Club del Mundo en los Futsal Awards y fue condecorado con la Placa de Oro de la Real Orden del Mérito Deportivo (2006).

## Historia

### Creación del club
El equipo nace en 1977, gracias a una iniciativa del periodista radiofónico José María García. En un principio se llamó Hora XXV, como el programa informativo nocturno de la Cadena SER, y se ideó para jugar partidos benéficos y de exhibición. La plantilla estaba formada por antiguos jugadores de fútbol, como Amancio o Ufarte, y periodistas entre los cuales se encontraba el propio García.
En 1979 la Federación Española de Fútbol organizó el primer campeonato oficial de fútbol sala, y participó en la temporada inicial como Interviú Hora XXV. El club se proclamó campeón en su debut. En 1981 El Corte Inglés selló un acuerdo de patrocinio, por lo que el equipo cambió su nombre por Interviú Lloyd's y posteriormente Interviú Boomerang. En la década de 1980 obtienen ocho ligas. Durante toda su historia, el club jugó en Madrid, Alcobendas, Alcalá de Henares y Torrejón de Ardoz.

### Subcampeonato mundial
En 1986 participó en la primera edición del Campeonato Mundial de Clubes de Futsal, disputado en Río de Janeiro. El conjunto español venció en 3 partidos, pero empató con Peñarol de Uruguay y cayó ante el anfitrión Bradesco por 2 a 1 obteniendo el segundo lugar en el torneo.

### Paso a la Liga Nacional de Fútbol Sala
En 1989 la Federación Española de Fútbol y la Asociación de Fútbol Sala unificaron sus campeonatos, creando así la Liga Nacional de Fútbol Sala. Interviú fue uno de sus miembros fundadores, y en la temporada inaugural los madrileños consiguieron la Liga y Copa de España con un gran equipo en el que destacaba Ramón Carosini. Dos años después, Interviú se proclamó campeón de Europa por primera vez. En los siguientes años el club mantuvo un buen nivel, pero la dura competencia no les permitió conseguir la liga de nuevo hasta 1996.
Desde 2002 hasta 2005, con Jesús Candelas como entrenador, y destacando algunos de los mejores jugadores de este deporte, como Schumacher o Luis Amado, Interviú consiguió cuatro títulos de liga consecutivos y se convirtió en uno de los dominadores del campeonato nacional. Además, el club ganó tres veces consecutivas la Copa Intercontinental y fue el primer equipo que obtuvo todos los títulos oficiales existentes en este deporte a nivel europeo. En reconocimiento, el Gobierno de España otorgó a la institución la Placa de Oro de la Real Orden del Mérito Deportivo en 2006.
Cuando la constructora Fadesa quebró, el equipo firmó un acuerdo de patrocinio con el operador móvil Movistar. Tras estar varios años desvinculado de Grupo Zeta e Interviú, la institución cambió su nombre por Inter Fútbol Sala en octubre de 2010. En la temporada 2013-14, el club ficha al jugador Ricardinho (considerado por muchos el mejor jugador de la historia del fútbol sala), confeccionando a su alrededor un equipo que dominaría durante el siguiente lustro el panorama nacional y europeo, manteniéndose en el equipo hasta su marcha en 2020, tras alzar el Inter su decimocuarto título de la LNFS en la "eliminatoria exprés" realizada por el coronavirus, en el que ya no participaría el jugador por desavenencias con el club.
A partir de la temporada 2015-16, el Inter Movistar disputa sus partidos en Torrejón de Ardoz debido al mal estado de las instalaciones de Alcalá.
El 1 de julio de 2020 y tras ganar la liga, el club cursa la baja como asociado de la LNFS de la que formaba parte como fundador. Las discrepancias públicas de José María García con la gestión de Javier Lozano hacen que Movistar Inter se una a otros clubes que quieren que el fútbol sala español esté organizado por la RFEF.
En la temporada 2022-2023, el club se ve envuelto en una polémica por una supuesta subvención que recibe de la RFEF de 250.000 euros. La iniciativa Somos+ recoge en sus bases que los méritos a la promoción del deporte por parte de un equipo no profesional en diferentes puntos de España pueden optar a un premio máximo de esa cantidad. Movistar Inter lo consigue en la temporada 2022-2023 y en la 2023-2024 gracias a la Gira Megacraks lo que provoca acusaciones de adulteración ya que la RFEF es la organizadora de la competición y entrega una cantidad de dinero directamente a uno de los clubes mientras que a otro como Jimbee Cartagena se lo deniegan. Desde la RFEF explican que es un proceso legal.  

## Rivalidades
Mantiene una fuerte rivalidad con el ElPozo Murcia, con quien disputa el clásico del fútbol sala. Y también con el FC Barcelona, otro de los equipos más laureados del país. En sentido contrario, mantiene una buena relación con el club de fútbol Atlético de Madrid, con quien suscribió un acuerdo de colaboración en 2017.

## Uniforme
- Uniforme local: Camiseta azul claro, pantalón azul y medias azules.
- Uniforme visitante: Camiseta verde, pantalón verde y medias verdes.
- Proveedor: Joma

## Pabellón
El Inter Movistar juega sus partidos como local en el pabellón Jorge Garbajosa de Torrejón de Ardoz, un polideportivo con capacidad para 3136 espectadores. 

También sigue utilizando el Pabellón Fundación Montemadrid de Alcalá de Henares, dedicado a su equipo filial y Academia.

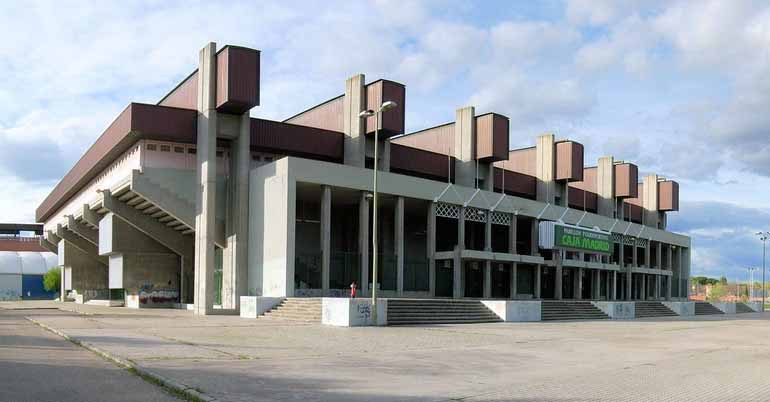
Pabellón Fundación Montemadrid.

### Canchas donde ha jugado Inter en su historia

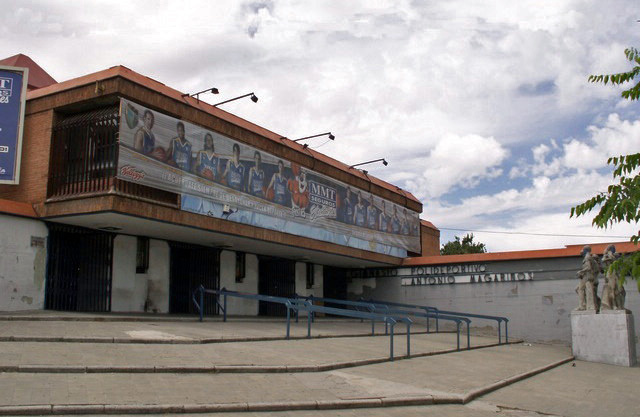
Pabellón Antonio Magariños.

- 1977-1991: Polideportivo Antonio Magariños - 1000 espectadores, Madrid
- 1991-1996: Pabellón Amaya Valdemoro - 1974 espectadores, Alcobendas.
- 1996-2004: Pabellón Parque Corredor - 2700 espectadores, Torrejón de Ardoz.
- 2004-2015: Pabellón Fundación Montemadrid - 4410 espectadores, Alcalá de Henares.
- Desde 2015: Pabellón Jorge Garbajosa - 3136 espectadores (ampliado en 2016),[15] Torrejón de Ardoz.

## Plantilla 2023-24

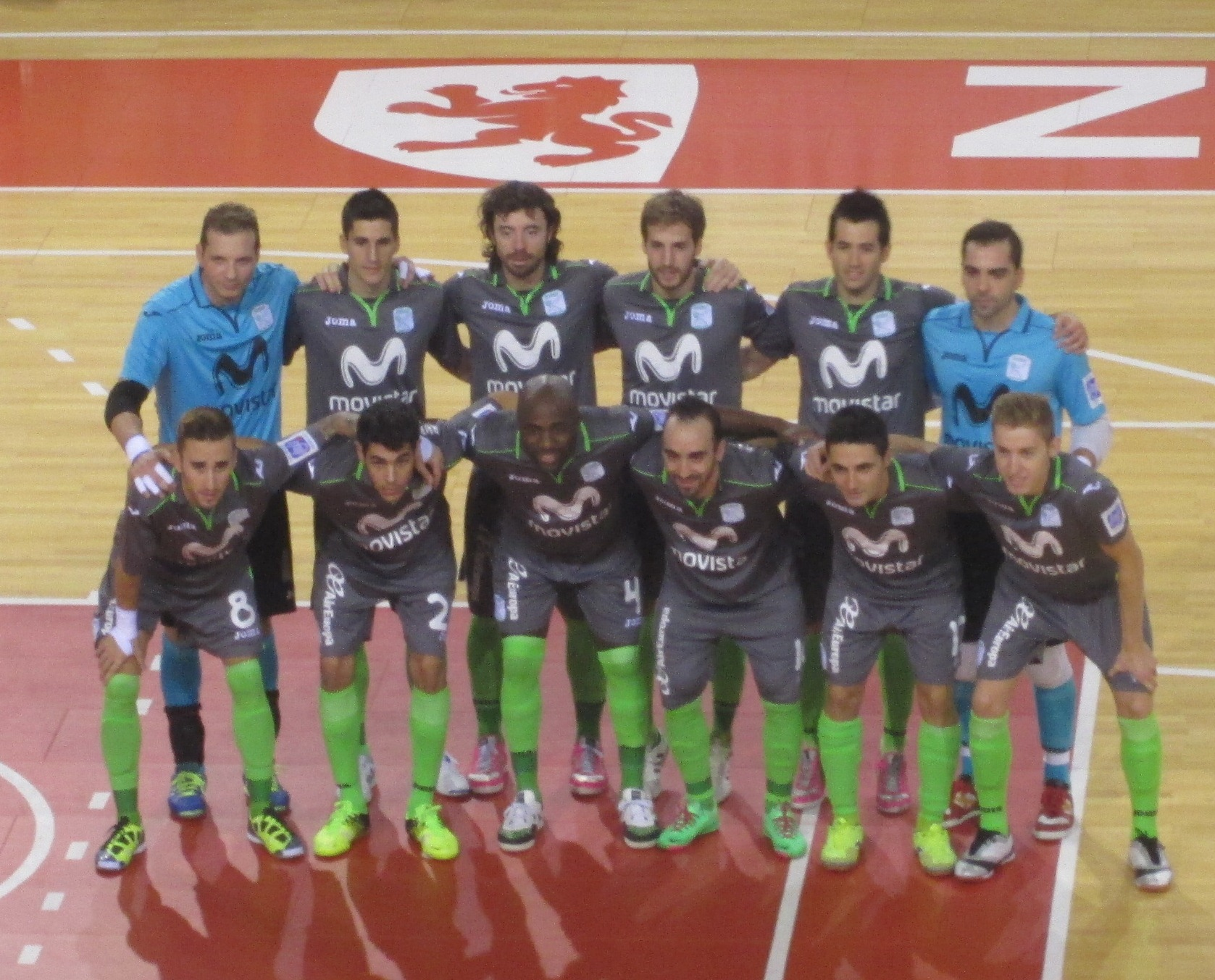
Plantilla del Inter Movistar en la temporada 2013-14

## Patrocinadores
Oficialmente llamado Inter Fútbol Sala, el equipo ha adaptado su nombre en función de su patrocinador. La revista informativa Interviú fue uno de los espónsores oficiales en sus primeros años de existencia, y aunque ya no lo patrocina su nombre continúa ligado al club. Desde 2008 se utiliza la abreviación Inter, que significa también internacional.
- 1977-1979: Hora XXV
- 1979-1981: Interviú Hora XXV
- 1981-1991: Interviú Lloyd's
- 1991-1996: Interviú Boomerang
- 1996-1999: Boomerang Interviú
- 1999-2000: Airtel Boomerang
- 2000-2002: Antena 3 Boomerang
- 2002-2007: Boomerang Interviú
- 2007-2008: Interviú Fadesa
- 2008-2015: Inter Movistar
- 2015-actualmente: Movistar Inter

### Proveedor técnico y patrocinadores
| Años      | Marca deportiva |
| --------- | --------------- |
| 1980-1991 | Mito            |
| 1991-2007 | Boomerang       |
| 2007-2010 | Adidas          |
| 2010-2014 | Joma            |
| 2014-2017 | Hummel          |
| 2017-     | Joma            |

| Años      | 1º Patrocinio |
| --------- | ------------- |
| 1977-1979 | HORA XXV      |
| 1979-1981 | INTERVIU      |
| 1981-1991 | INTERVIU      |
| 1991-1996 | INTERVIU      |
| 1996-1999 | Boomerang     |
| 1999-2000 | Airtel        |
| 2000-2002 | Antena 3      |
| 2002-2007 | Boomerang     |
| 2007-2008 | INTERVIU      |
| 2008-2009 | Telefónica    |
| 2009-     | Movistar      |

| Años      | 2º Patrocinio |
| --------- | ------------- |
| 1977-1979 |               |
| 1979-1891 | HORA XXV      |
| 1981-1991 | Lloyd´s       |
| 1991-1996 | Boomerang     |
| 1996-1999 | INTERVIU      |
| 1999-2000 | Boomerang     |
| 2000-2002 | Boomerang     |
| 2002-2007 | INTERVIU      |
| 2007-2008 | FADESA        |
| 2008-2010 | Pepe Travel   |
| 2010-     | Air Europa    |

## Palmarés

### Torneos internacionales (14)
| Competición                                                  | Títulos                                      | Subcampeonatos             |
| ------------------------------------------------------------ | -------------------------------------------- | -------------------------- |
| Liga de Campeones de la UEFA (5/3)                           | 2003-04, 2005-06, 2008-09, 2016-17, 2017-18. | 2006-07, 2009-10, 2015-16. |
| Copa Intercontinental de Fútbol Sala (5/1) (no oficial FIFA) | 2005, 2006, 2007, 2008, 2011.                | 2012.                      |
| Recopa de Europa (1/0) (no oficial UEFA)                     | 2007-08.                                     |                            |
| Campeonato de Europa (1/0) (no oficial UEFA)                 | 1990-91.                                     |                            |
| Copa Ibérica (2/0)                                           | 2003-04, 2005-06.                            |                            |

### Torneos nacionales (51)
| Competición                            | Títulos | Subcampeonatos                      |
| -------------------------------------- | --- | ----------------------------------- |
| Primera División de fútbol sala (14/3) | 1989-90, 1990-91, 1995-96, 2001-02, 2002-03, 2003-04, 2004-05, 2007-08, 2013-14, 2014-15, 2015-16, 2016-17, 2017-18, 2019-20. | 1994-95, 2006-07, 2008-09.          |
| Copa del Rey (3/1)                     | 2014-15, 2020-21, 2024-25. | 2010-11.                            |
| Copa de España (11/5)                  | 1990, 1996, 2001, 2004, 2005, 2007, 2009, 2014, 2016, 2017, 2021.                                                             | 1997, 1999, 2003, 2006, 2018.       |
| Supercopa de España (14/6)             | 1990, 1991, 1996, 2001, 2002, 2003, 2005, 2007, 2008, 2011, 2015, 2017, 2018, 2020.                                           | 2004, 2010, 2012, 2014, 2016, 2023. |
| Liga FFS (9/0)                         | 1979-80, 1980-81, 1981-82, 1982-83, 1983-84, 1984-85, 1985-86, 1987-88, 1988-89.                                              |                                     |

### Torneos regionales y amistosos
- Copa Comunidad de Madrid: 1993-94, 1994-95, 1998-99, 1999-00, 2000-01, 2005-06 y 2007-08.[18]
- Trofeo Ciudad de Bueu: 2009.[19]
- Trofeo Ciudad de Pontevedra: 2009.[19]
- Trofeo Ciudad de Vigo: 2009.[19]
- Trofeo Ciudad de Linares: 2010.
- Trofeo Olivo: 2013.[19]
- Trofeo Ciudad de Torrejón: 2018.[20]

## Academia
Su filial es el Inter Fútbol Sala "B" y disputa la Segunda División de fútbol sala.
Tanto su filial como su academia entrena y juega en el Pabellón Fundación Montemadrid.